# CpGアイランド

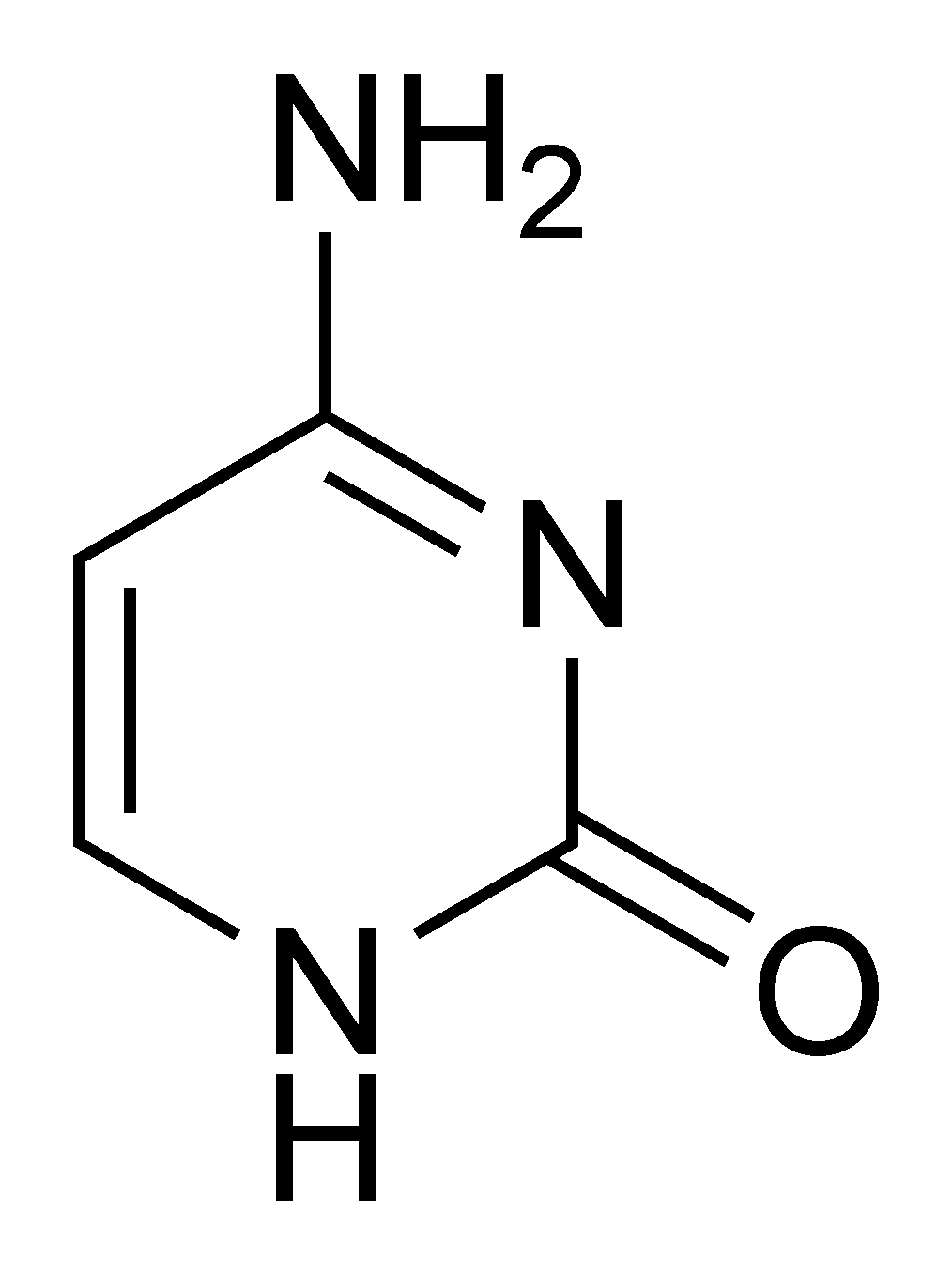
シトシン

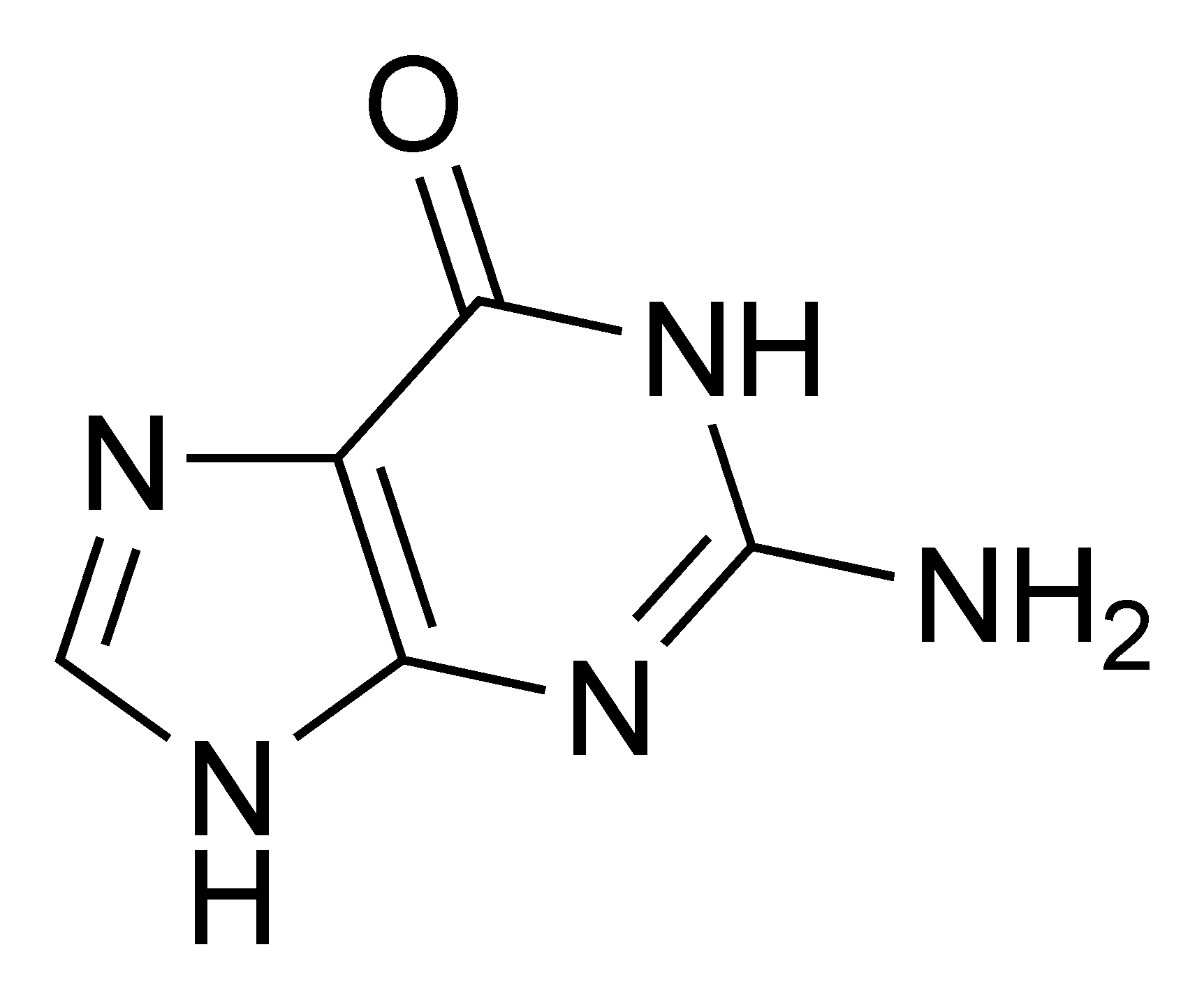
グアニン

CpGアイランド（英語: CpG island）とは、シトシンの次にグアニンが現れるタイプの2塩基配列（ジヌクレオチド）であるCpGサイトの出現頻度が、ゲノム中で他と比べ高い領域のことである。CpGの “p” の文字は、シトシンとグアニンの間のホスホジエステル結合を表している。哺乳類の遺伝子のうち40%近くが、プロモーター内部もしくはその近傍にCpGアイランドを含んでいるとされる（ヒトの遺伝子のプロモーターでは約70%）。

## 定義
「少なくとも200塩基対の長さを持ち、GC含量が50%以上で、存在するCpGの割合がGC含量から期待される量の60%以上 (CpG observed/expected > 0.6)」という定義がよく用いられる。しかし、ゲノム中には長さ約300塩基のAlu配列など、他にもGC含量が高い配列が存在する。これらを除外できるように、「少なくとも500塩基対の長さを持ち、GC含量が55%以上、CpG observed/expected > 0.65」という新しい定義が提唱されている。

### その他の性質
CpGアイランドでは、CpGジヌクレオチドの出現頻度が確率的に期待できる6%（16分の1）と同じか、それよりも多い。CpGアイランド以外では、CGサプレッション（抑制）のためCpG出現頻度は1%以下となっている。
CpGアイランドの長さはおよそ300から3000塩基対である。遺伝子コード領域のCpG配列とは異なり、CpGアイランドのCpG配列は遺伝子発現中はメチル化されていない。この事実によって、プロモーター領域のCpG配列のメチル化は遺伝子発現を抑制することが分かった。
遺伝子は、一部の組織に特異的に発現する遺伝子と、多くの組織で発現するハウスキーピング遺伝子に分けることができる。プロモーター領域にCpGアイランドを持つ遺伝子の多くは、後者のハウスキーピング遺伝子により偏っていることが知られている。